# NGC 3941
NGC 3941 (również PGC 37235 lub UGC 6857) – galaktyka soczewkowata (SB0), znajdująca się w gwiazdozbiorze Wielkiej Niedźwiedzicy. Odkrył ją William Herschel 19 marca 1787 roku. Należy do galaktyk Seyferta typu 2.